# Lance Reventlow
Lance Graf von Haugwitz-Hardenberg-Reventlow (dit Lance Reventlow), né le 24 février 1936 à Londres et mort le 24 juillet 1972 à Aspen, est un ancien pilote automobile et constructeur américain. 

## Biographie
Fils unique de Barbara Hutton, qu'elle eut avec le comte danois Curt Heinrich Eberhard Erdmann Georg von Haugwitz-Hardenberg-Reventlow, Lance Reventlow est le beau-fils de Cary Grant puis du prince Igor Troubetzkoy, sa mère ayant divorcé du comte Reventlow en 1938. En effet, le comte Reventlow faisant subir des violences psychologiques et physiques à Barbara Hutton, celle ci fut hospitalisée et sombra dans l'abus de médicaments. Lorsque le divorce fut prononcé, sa mère obtint sa garde, et elle laissa l'éducation de Lance à une gouvernante et à des écoles privées. 
Lance Reventlow crée, grâce à la fortune familiale, son écurie de course Reventlow Automobiles Inc. dès ses 22 ans. Il débute en sport automobile au milieu des années 1950, courant en sport sur Porsche et sur Cooper. Playboy, entrepreneur et pilote automobile, il obtient son premier succès aux États-Unis lorsque son pilote Chuck Daigh obtient une victoire en championnat USAC à Riverside en catégorie "sport".  
En 1959, Reventlow envisage de construire sa première monoplace de Formule 1 mais doit repousser son projet d'une année. Pendant ce temps, toujours en USAC, ses voitures glanent encore deux victoires. En 1960, Carroll Shelby, en USAC, remporte une nouvelle victoire pour Reventlow qui s'engage alors en Formule 1. La Scarab de F1, issue des standards de compétition en vigueur aux États-Unis apparaît déjà dépassée dès qu'elle fait son apparition sur le vieux continent. En effet elle dispose encore d'un moteur à l'avant alors que la technologie du moteur arrière initiée par Cooper domine la discipline depuis plus d'un an. La Scarab débute à Monaco mais ni Reventlow ni Daigh ne parviennent à décrocher leur qualification.  
Aux Pays-Bas, les Scarab obtiennent leur place sur la grille mais ne prennent pas le départ pour d'obscures raisons de prime d'engagement. Elles font leurs débuts en Belgique où elles se qualifient en quinzième et dix-septième position. Lance Reventlow abandonne dès le second passage à la suite d'une rupture moteur tandis que Daigh ne réussit qu'à parcourir quinze tours de mieux avant de subir la même mésaventure. Reventlow souhaite se concentrer sur son rôle de directeur d'écurie et, pour le Grand Prix de France, cède son baquet au débutant Richie Ginther. Les deux pilotes réussissent à se qualifier mais, en raison de casses moteur survenues lors des essais, sont contraints de déclarer forfait pour la course. Lance Reventlow comprend alors que son projet Formule 1 est irréalisable en l'état et choisit de retourner aux États-Unis. 
Il permet à Chuck Daigh d'engager la Scarab lors de leur épreuve nationale disputée à Riverside : Daigh se qualifie en dix-huitième position et reçoit, pour la seule fois, le drapeau à damiers en terminant à la dixième place. Lance Reventlow, pour mieux tourner la page des déceptions en Formule 1, développe une nouvelle voiture pour le championnat USAC où les résultats sont à nouveau au rendez-vous.
Il meurt à 36 ans, dans un accident d'avion.

## Résultats en championnat du monde de Formule 1
| Saison | Écurie                     | Châssis   | Moteur    | Pneus  | Grands Prix disputés | Points inscrits | Classement |
| ------ | -------------------------- | --------- | --------- | ------ | -------------------- | --------------- | ---------- |
| 1960   | Reventlow Automobiles Inc. | Scarab F1 | Scarab L4 | Dunlop | 2                    | 0               | Non classé |